# Симха Јакобовић
Симха Јакобовић (енгл. Simcha Jacobovici; Петах Тиква, 4. април 1953) вишеструко је награђивани израелски режисер и продуцент документарних филмова који се првенствено баве јеврејском историјом, често на контроверзне теме. Тренутно живи у Канади.

## Биографија
Као потомак румунских Јевреја, Јакобовић је рођен и одрастао у Израелу, а данас живи у Канади. Близак је сарадник Џејмса Камерона који је осим The Lost Tomb of Jesus био продуцент и документарног филма Exodus Decoded који настоји дати научно објашњење за догађаје описане у Књизи изласка.
Јакобовић је заједно с Чарлсом Р. Пелегрином написао књигу The Jesus Family Tomb: The Discovery, the Investigation, and the Evidence That Could Change History (2007), прилог документарном филму у продукцији канала Дискавери који се бави проналаском могуће гробнице Исуса Христа. На исту тему је са познатим америчким библистом Џејмсом Тејбором написао књигу The Jesus Discovery: The New Archaeological Find That Reveals the Birth of Christianity (2012).

## Филмографија
Режисер
- (2012)
- (2010)
- (2007)
- (2007)
- (2006–2010)
- (2005)
- (2003)
- (2000)
- (2001)
- (1997)
- (1996)
- (1991)
- (1983)

Продуцент
- (2010)
- (2005)
- (2005)
- (2004)
- (2003/04)
- (2000)
- (1999)
- (1999)
- (1996)
- (1996)
- (1996)
- (1994)
- (1990)

## Књиге
- Jacobovici, Simcha; Pellegrino, Charles (March 2007). The Jesus Family Tomb: The Discovery, the Investigation, and the Evidence That Could Change History. New York: HarperLuxe. ISBN 978-0-06-125299-0.. .
- Jacobovici, Simcha; Tabor, James D. (January 2012). The Jesus Discovery: The New Archaeological Find That Reveals the Birth of Christianity. New York: Simon & Schuster. 2012. ISBN 978-1-4516-5040-2.. .